# Mandaçaia-grande
Melipona quadrifasciata também chamada  de Mandaçaia (palavra indígena que significa vigia bonito) é uma abelha social brasileira, da tribo Meliponini. A espécie mede de 10 mm a 11 mm de comprimento com o corpo mais robusto e volumoso que o das abelhas comuns do gênero Apis, tendo a cabeça e tórax pretos, abdome com faixas amarelas e asas ferrugíneas. Constrói seus ninhos dentro de cavidades existentes nos troncos ou galhos das árvores. Também é conhecida pelos nomes de amanaçaí, amanaçaia, manaçaia e mandaçaia-grande.

## Etimologia
Seu nome vem do tupi antigo amanasãia.

## Subespécies

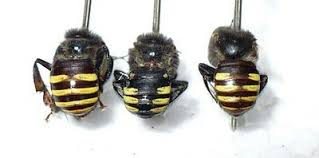
Abelhas Mandaçaia Quadrifasciata – MQQ, MQA, Mestiça

Existem três subespécies de mandaçaia: Mandaçaia quadrifasciata quadrifasciata (MQQ), que possui quatro listras amarelas sobre o dorso negro, Mandaçaia quadrifasciata anthidioides(MQA), que também possui as quatro listras mas interrompidas no meio e a hibrida e/ou mestiça que possui variações entre MQQ e MQA.

## Ecologia

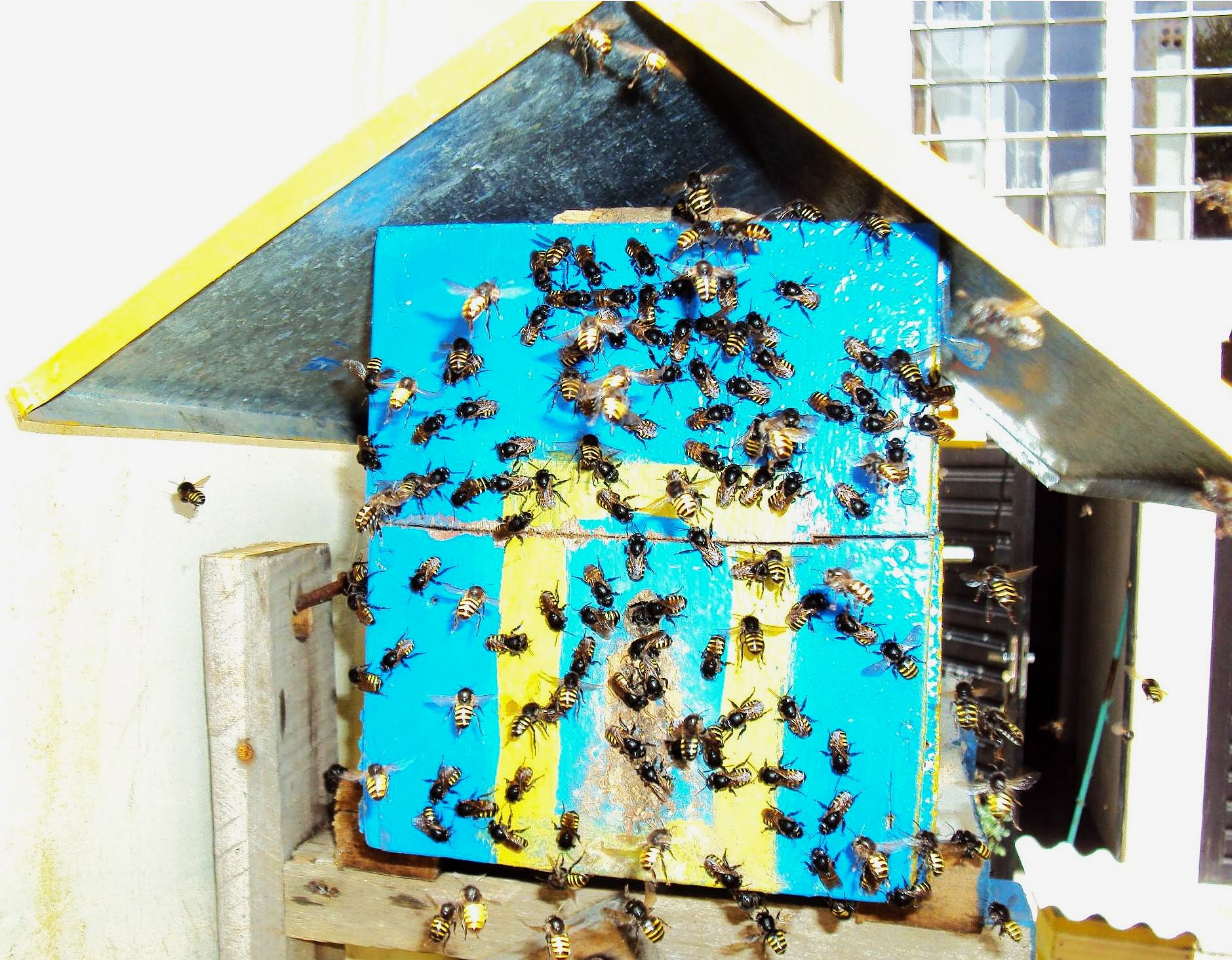
Abelhas mandaçaia.
Enxame de mandaçaias em volta de uma colméia artificial instalada no jardim d
e uma casa

São abelhas sociais extremamente mansas, que quando em colônias bastante fortes podem no máximo apresentar o comportamento defensivo de voar sobre as pessoas, esbarrando na pele, mas raramente beliscam. Seus ninhos são encontrados em ocos de árvores, sendo que a entrada possui raias convergentes de barro e o espaço permite que somente uma abelha passe de cada vez.
Os favos de cria são horizontais ou helicoidais e não ocorrem células reais. O invólucro está presente ao redor dos favos e é construído com cerume. Os potes de alimento são ovóides e apresentam de 3 a 4 cm de altura.  As colônias apresentam de 300 a 400 abelhas (Lindauer & Kerr, 1960). Nesta espécie, a diferenciação de casta é determinada por fatores genéticos e alimentares e de 12 a 25% das crias originam rainhas. O período completo de desenvolvimento para Melipona é de aproximadamente 38 dias, sendo 5 dias de desenvolvimento embrionário (ovo), 15 dias de estágio larval e 18 dias de estágio pupal.
Apesar da população de cada colônia ser bastante pequena estas abelhas podem produzir quantidades expressivas de mel, chegando a 3 ou mesmo 4 litros por temporada se as condições forem apropriadas. Seu mel é bem mais claro e menos viscoso do que o mel das abelhas comuns, sendo também menos doce e com um toque cítrico. Seu sabor em geral é considerado muito agradável. Suas propriedades antimicrobianas são também mais pronunciadas que a do mel comum, e é empregado em algumas comunidades como remédio para afecções da boca, da garganta e dos olhos. Estudos com cobaias em laboratório demonstraram que ele realmente apresenta efetividade pelo menos no caso de conjuntivites.
O temperamento das mandaçaias é extremamente pacífico e tímido. Suas operárias tendem a deixar as colméias e imediatamente partir para a copa das árvores onde costumam procurar e recolher pólen, néctar e resinas vegetais para seu uso. Estas abelhas não frequentam estabelecimentos humanos como lanchonetes e padarias, nem recolhem material do lixo como ocorre com as abelhas comuns. Também não é usual que se vejam abelhas esvoaçando ao redor das colméias, embora às vezes o façam por curtos períodos de tempo. Durante o dia é normal que apenas uma abelha fique postada no início do túnel de entrada da colônia, em posição de vigia para evitar a entrada de insetos predadores ou parasitas. Quando a colméia em si é aberta para extração de mel ou outros propósitos a maior parte das abelhas simplesmente corre para se esconder nos cantos mais escuros, em um comportamento similar ao das baratas. Isso facilita bastante o trabalho do meliponicultor, que não precisa se preocupar com ataques por parte das abelhas, mas também faz com que fiquem indefesas contra predadores de maior porte e tem contribuído para que estejam desaparecendo da natureza.

## Taxonomia
Melipona quadrifasciata é um membro da família Apidae e a ordem Hymenoptera.  M. Quadrifasciata  está na subfamília Meliponini que é comumente referida como "abelhas sem ferrão". O gênero Melipona inclui cerca de 50 outras espécies. M. quadrifasciata pode ser categorizado em duas subespécies: M. quadrifasciata quadrifasciata que ocupa a faixa sul da espécie e M. quadrifasciata anthidioides que são mais frequentemente encontrados na faixa norte. No entanto, existe uma grande área híbrida onde as subespécies se sobrepõem.

## Identificação e diferenciação
A Melipona quadrifasciata têm corpos arredondados, preto escuro, com antenas ligeiramente curvas e asas translúcidas. O tamanho é de 10 a 11 mm, e eles são mais fortemente constituídos do que a abelha europeia (Apis melifera). Esta abelha pode ser identificada pelo padrão de listra amarelo brilhante do terceiro ao sexto tergito abdominal. "Melipona" que produzem operárias, machos e potenciais rainhas são indistinguíveis e misturados, tornando a diferenciação de castas ambientalmente e geneticamente determinada.

### Rainhas
O abdômen das rainhas de M. quadrifasaciata crescem com o desenvolvimento do ovário, tornando as rainhas maiores do que as operárias, que é típico da maioria das abelhas sociais. As rainhas variam ligeiramente em sua coloração, com olhos castanhos e pelos castanhos em comparação com os olhos negros e os pelos das abelhas operárias.

### Operárias
As operárias são menores que a rainha. As operárias têm olhos negros e pêlos pretos no tórax e no abdômen. As operárias mais velhas irão forragear (coletar néctar, pólem e água) enquanto as operárias mais jovens, 12-21 dias de idade, construirão e aprovisionarão as células nos favos.

## Distribuição e habitat
Melipona quadrifasciata é uma das espécies mais comuns de Melipona no sudeste do Brasil, encontrada nos estados em Pernambuco, Bahia, Espírito Santo, Goiás, Mato Grosso do Sul, Minas Gerais, Rio de Janeiro, São Paulo, Paraná, Santa Catarina, Rio Grande do Sul. Na Argentina ocorre no nordeste, na Província de Misiones, onde existem grandes reservas ecológicas. Esta espécie apresenta uma variedade considerável em locais de nidificação e foi registrada aninhando em troncos de árvores de 1 a 3 metros acima da superfície do solo, no solo em ninhos de saúva (Atta pp) e nos ninhos de joão de barro abandonados construídos em postes elétricos. Os ninhos são comumente encontrados nos buracos das árvores e incorporam argila. A abertura dos ninhos permite que apenas uma abelha passe por vez.

## Ciclo da colonia

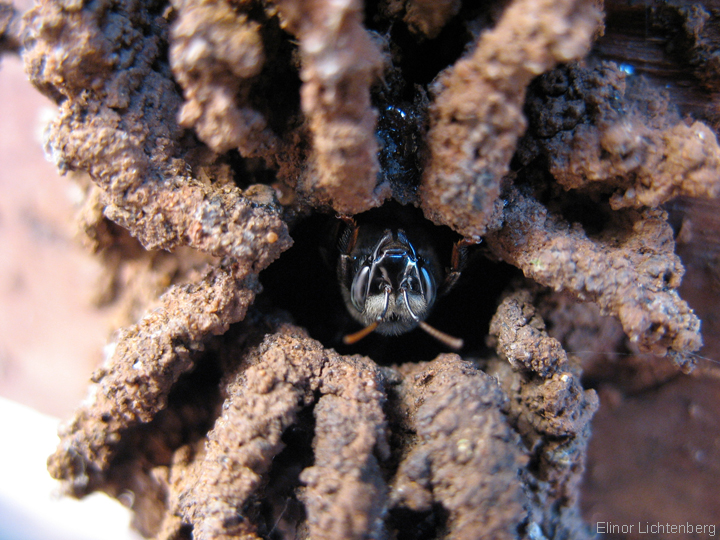
Guardas na entrada do ninho

Abelhas sem ferrão, como M. quadrifasciata, são abelhas altamente eusociais que se caracterizam por ter colônias perenes que geralmente são encabeçadas por uma rainha única. A média de operárias adultas e rainhas dentro de uma colônia é de 300-400. Houve um novo reportado de poliginia temporal dentro de uma colônia de M. quadrifasciata, onde oito rainhas que colocavam ovos estavam em coexistência em uma única colônia.
Novas colônias são estabelecidas em um processo lento, quando o número de abelhas operárias exceder 500 ou 600 indivíduos na colônia mãe. Então, várias abelhas operárias começam a construir um novo ninho em uma cavidade da árvore que se encontra bem adaptada para este fim, e armazenam mel e pólen lá. Quando o novo ninho está pronto, uma rainha jovem juntar-se aos trabalhadores, e se aceita, começa a colocar ovos e se torna a nova rainha. Como em outras abelhas de Melipona, após um tempo o abdômen da nova rainha expande a 3 ou mais vezes o tamanho inicial (um fenômeno chamado fisogastria) e torna-se incapaz de voar, e nunca mais deixando o ninho.

## Reprodução
Esta seção contém informações sobre a construção de células de cria, oviposição e diferenciação de castas da M. quadrifasciata.

### Construção de células de cria
As abelhas operárias jovens da mesma faixa etária são encarregadas da construção e do aprovisionamento (alimentação e cuidados) da células do ninho. Um indivíduo pode participar na construção e no provisionamento de células. Cada célula não é construída de forma exclusiva e contínua por um único trabalhador, mas por atividades sucessivas por vários trabalhadores. As células são construídas em um padrão concêntrico e são finalizadas sucessivamente, não de forma síncrona, então, em qualquer momento, há diversidade em cada estágio de construção das células.

### Oviposição de operárias
Quando uma célula foi completada, a rainha irá se fixar na célula para inspeção e afastar os trabalhadores da célula. Um trabalhador irá fornecer alimentos na célula e escapar rapidamente. Às vezes, quando a rainha não está por perto, um trabalhador colocará um ovo na célula e escapará rapidamente da área, semelhante quando ela provisionando as células. Durante o trabalho de  oviposição, ou a colocação de ovos, a operária ficará quieta com as asas fechadas e manterá seu corpo completamente imóvel para não atrair a rainha. A oviposição da operária durará uma média de 7 segundos. O ovo de um trabalhador é cerca de 2/3 do tamanho dos ovos colocados pela rainha.

### Oviposição da Rainha
A rainha inspeciona brevemente a célula antes de inserir sua metasoma. Normalmente, se um ovo operária for encontrado, é comido pela rainha. A duração da oviposição da rainha é notadamente mais longa do que a oviposição do trabalhador, com uma média de 24,5 segundos. Depois que a rainha depositou um ovo, geralmente há um ligeiro atraso em M. quadrifasciata antes da operculação ou fechamento da célula, ocorrem.

### Diferenciação das Castas
Verificou-se que em Melipona quadrifasciata a determinação de castas é tanto genética quanto ambiental. As células Melipona que produzem operárias (e machos) e aqueles que produzem rainhas novas são indistinguíveis e misturadas. Após sair da célula, as rainhas novas são do mesmo tamanho que as operárias, embora diferentes estruturalmente. As células que recebem pequenas quantidades de provisões produzem operárias, enquanto as células com quantidades maiores produzem rainhas novas e operárias (KERR 1966). Na pesquisa realizada por Kerr, Stort e Montenegro (1966), descobriu-se que não ocorreu rainhas novas entre as pupas com menos de 72 mg, enquanto que acima desse peso cerca de 25% das pupas eram rainhas novas. Quando todas as pupas estão acima de 72 mg, observa-se uma segregação 3:1 das operárias as rainhas novas. Nos momentos em que o alimento não é adequado e as pupas cridas em uma menor taxa, menos rainhas novas se desenvolvem.
A proporção 3:1 de operárias para rainhas novas fornece evidências de determinação de castas genéticas. Para ser uma rainha, uma fêmea deve ser heterozigótica em dois locus. A Homozigose em qualquer um dos dois locus produz um indivíduo que se torna uma operária. Uma rainha potencial, com heterozigoticidade dupla, so pode se tornar uma rainha se as condições ambientais forem boas e o peso ideal da pupa possa ser alcançado. Um descendente duplamente heterozigótico se tornará uma operária se as condições alimentares não forem favoráveis.

### Superação de rainha
As rainhas potenciais, ou rainhas novas, são produzidas continuamente devido à natureza genética e trófica da diferenciação de castas. Isso fornece uma condição de "falha segura" se uma nova rainha for necessária, no entanto, também deve haver um dispositivo atuando para eliminar os excessos de rainhas novas. Geralmente são as operárias que matam o excesso de rainhas novas na espécies Melipona. No entanto, num momento da superação de uma rainha nova em M. quadfrifasciata, várias rainhas novas serão mortas antes de uma rainha nova recém aceita ajudar os trabalhadores a lidar com outras rainhas novas que possam surgir. Depois que a rainha recentemente aceita é estabelecida e as competidoras são descartadas, a nova rainha fará seu voo de acasalamento.

### Desenvolvimento
O período completo de desenvolvimento para Melipona quadrifasciata é de aproximadamente 38 dias; 5 dias de desenvolvimento embrionário, estágio larval de 15 dias e estágio pupal de 18 dias.

## Comunicação
Melipona quadrifasciata é uma abelha altamente eusocial, tornando a comunicação imperativa para a sobrevivência da colônia.

### Recrutamento para Forrageamento

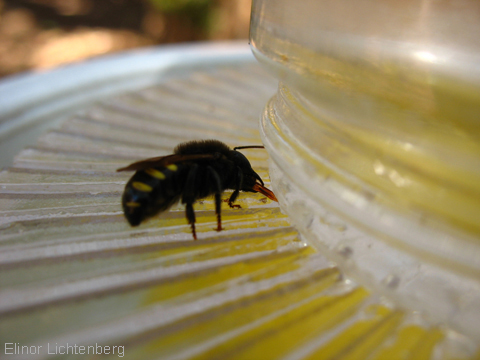
M. quadrifasciata bebendo

Recrutamento de forrageamento em abelhas sem ferrão como M. quadrifasciata não é tão agudo quanto nas abelhas européias. Numa série de experiências realizadas pela Universidade de Viena, foi confirmado que M. quadrifasciata foram capazes de recrutar outros forrageiros dentro de uma colônia e comunicar a direção, mas não a distância de um local de forrageamento. Em comparação com outras espécies de abelhas, a M. quadrifasciata não foi tão grande em comunicar a localização de um local de forrageamento, mas isso pode ser devido às abundantes e facilmente encontradas fontes de alimento em seu habitat nas florestas do Brasil.
Similar a Melipona bicolor, a M. quadrifasciata são principalmente ativos fora do seu ninho pela manhã, quando umidade esta alta e Intensidade luminosa e temperatura são moderados. Elas se alimentam nas primeiras horas da manhã.

## Relação com humanos
Melipona quadrifasciata é comumente usada em agricultura na América do Sul, mas as abelhas selvagens estão sentindo os efeitos do desmatamento e pesticidas.

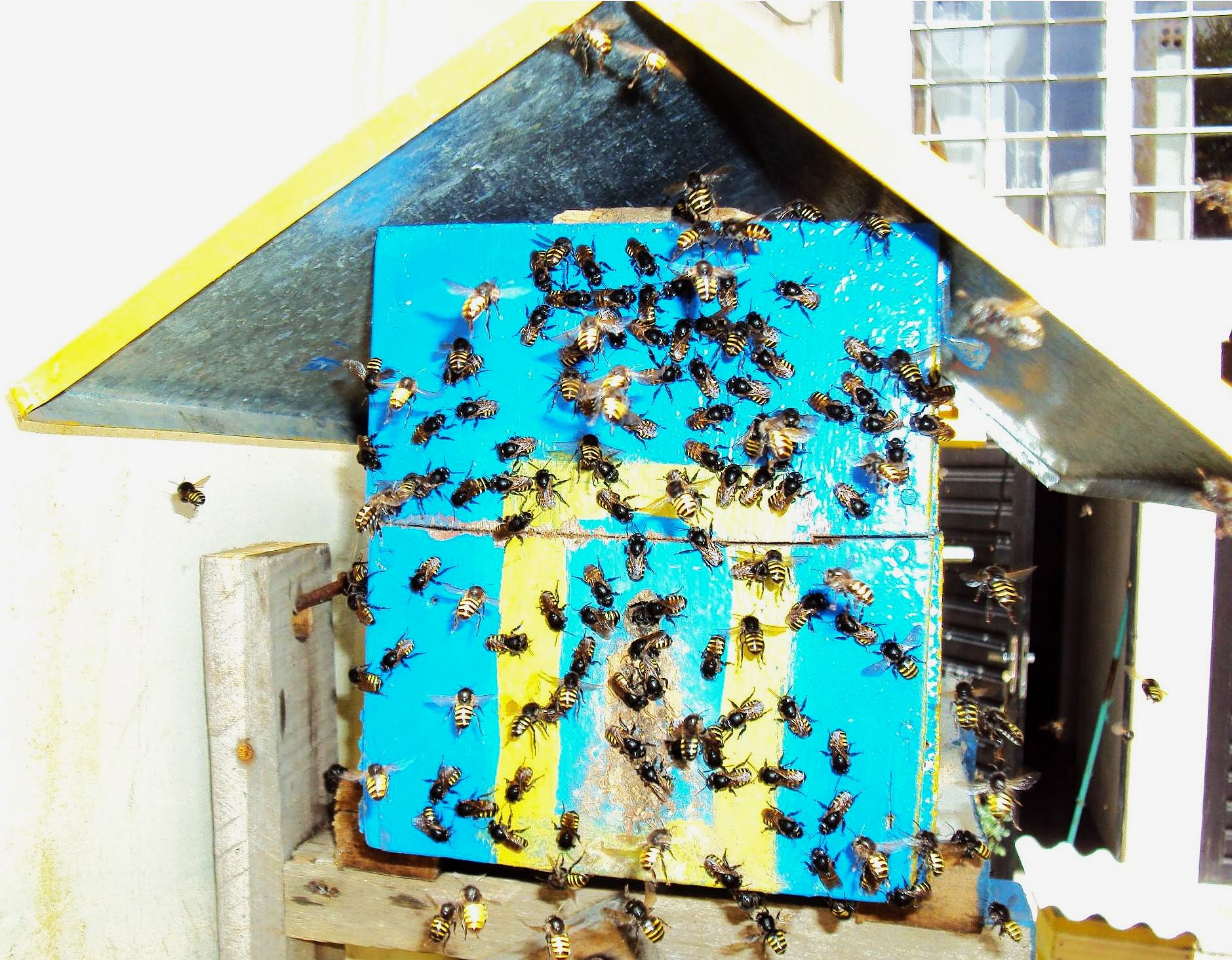
Colmeia de Melipona quadrifasciata

### Polinizadores de estufa
Os antigos Maias domesticaram uma espécie separada de abelha sem ferrão. A criação de abelhas sem ferrão é chamado de meliponicultura, dado pelo nome de abelhas da tribo Meliponini - como a Melipona quadrifasciata no Brasil. Esta variação da criação de apelhas ainda ocorre em todo o mundo hoje. A M. quadrifasciata é freqüentemente capturada para ser usado como polinizador de estufa porque é inerte e pode facilmente viver em colméias feitas pelo homem. A M. quadrifasciata superou as abelhas européias como polinizadores de estufa por produzirem frutos que eram maiores e carregavam mais sementes que as polinizadas por abelhas. Os ninhos de M. quadrifasciata e outras abelhas sem ferrão da tribo Meliponini são comumente usadas para colher mel na América Central e do Sul.

### Meliponicultura
Esta espécie é bastante adequada para a apicultura racional, pois as colônias permitem a introdução de novas rainhas de outras áreas, permitindo a troca de rainhas entre apicultores de diferentes regiões do Brasil.  O mel de M. quadrifasciata é produzido esporadicamente na Bahia como uma fonte adicional de renda.  O mel é normalmente coletado e vendido por mulheres e, em uma boa estação de floração, uma única colméia pode produzir de 1 a 1,5 litros de mel.  Em regiões quentes, o mel é produzido durante todo o ano e a produção pode ser consideravelmente maior.  O mel de M. quadrifasciata é usado tanto para consumo quanto para fins medicinais
Essas abelhas são extremamente mansas, nunca atacando humanos nem mesmo para defender seu ninho. Sua reação normal quando a colmeia é aberta é correr e se esconder nos cantos escuros, a maioria das vezes elas nem tentam voar para longe. Em colônias muito fortes, alguns trabalhadores podem decolar e voar ao redor do intruso, mas evitão toca-lo. Esse comportamento facilita grandemente o trabalho dos meliponicultores interessados em sua criação. Por outro lado, torna as colônias muito vulneráveis à predação por humanos e outros animais.

### Desmatamento
A expansão das terras cultivadas e a exploração madeireira no cerrado brasileiro reduziram a abundância de abelhas Meliponini. A fragmentação do habitat afeta fontes alimentares florais e locais de nidificação. M. Quadrifasciata busca locais de nidificação em cavidades de árvores localizadas a poucos metros do chão, criando um nicho bastante estreito. Apenas uma espécie de árvore em uma área do cerrado brasileiro é protegida por lei federal, Caryocar brasiliense, que é amplamente utilizada por M. Quadrifasciata para nidificação.

### Uso de pesticidas
Os Biopesticidas são percebidos como ambientalmente seguros devido às suas origens naturais. No entanto, estudos recentes mostraram riscos letais e subletaiss para os polinizadores locais como consequências não intencionais do uso de biopesticidas. A M. quadrifasciata é um importante polinizador nativo no Brasil e, portanto, foi usado para estudar os efeitos dos biopesticidas sobre os polinizadores. Verificou-se que os pesticidas spinosad e imidacloprid - comumente usados contra pragas de culturas - causou dificuldade em respirar, atividade grupal e voo em M. Quadrifasciata.

## Plantas utilizadas por esta espécie paraforrageamento
- Baccharis capprariaefolia
- Byrsonima intermedia
- Calliandra angusta
- Helianthus annuus[23]
- Microlicia aff. torrendii
- Mimosa pudica
- Ocimum aff. gratissimum
- Piptocarpha axillaris
- Psycothria velloziana
- Stemodia foliosa
- Styrax camporum
- Vernonia polyanthes
- Dombeya Wallichii
- Dombeya Tiliacea
- Murraya exotica
- Pittosporum undulatum

## Nidificação
Plantas utilizadas por esta espécie para nidificação.
- Commiphora leptophloeos
- Tibouchina granulosa